# Дервоед, Артём Владимирович
Артём Влади́мирович Дервое́д (род. 25 октября 1981, Ростов-на-Дону) — российский исполнитель на классической гитаре, лауреат международных и всероссийских конкурсов.

## Биография
Артем Дервоед родился 25 октября 1981 года в Ростове-на-Дону. В шесть лет, начав обучаться игре на русской семиструнной гитаре под руководством С. П. Анникова, через несколько лет переучивается на шестиструнную гитару, занимаясь с педагогом Е. Л. Светозаровой в г. Орехово-Зуево Московской области. В начале 1990-х годов Артем переезжает в Москву, где поступает в музыкальную школу № 84 им. Шаляпина в класс преподавателя Л. Я. Резника. С двенадцати лет Артем учится в школе-студии «Юные дарования» у заслуженного артиста России Николая Андреевича Комолятова.
В 1996—2000 гг. получает среднеспециальное образование и специализацию солиста ансамбля, оркестра и преподавателя в Московском музыкальном колледже им. Шнитке в классе профессора Николая Комолятова.
В 2000—2005 гг. продолжил оттачивать своё мастерство в Российской Академии музыки им. Гнесиных в классе профессора Н. А. Комолятова.
В 2005 году он завершил четырехлетний цикл летних мастер-классов с Оскаром Гильей в Академии «Киджиана» (Сиена, Италия).
Артём брал мастер-классы у таких гитаристов, как Реми Буше, Ролан Диенс, Алексей Зимаков, Фабио Занон, Роман Вязовский, Филипп Вилла, Эрик Франсери, Елена Папандреу, Томас Кирхоф, Тадаши Сасаки и многих других.
В 2007 году Артем окончил ассистентуру-стажировку в Российской Академии Музыки им. Гнесиных в классе профессора Н. А. Комолятова.
В 2009 Артём окончил аспирантуру в Гитарной Академии города Кобленца (Германия) в классе Аниелло Дезидерио (Италия).
С 2005 г. преподаёт в Московском Государственном Университете Культуры и Искусств, а с 2011 в Российской Академии Музыки им. Гнесиных.
Ведёт активную концертную деятельность, выступая в лучших концертных залах мира.
В марте 2020 года звукозаписывающая фирма «Мелодия» представила цифровой альбом Дервоеда «Паганини и Кошкин». Альбом объединяет четырехчастный концерт для гитары и струнного оркестра «Мегарон» Никиты Кошкина и Большую сонату Никколо Паганини в транскрипции Кошкина для квартета.

## Конкурсы
- 1994 — Москва (Россия) — Международный конкурс «Юные музыканты» — 3 премия
- 1995 — Москва (Россия) — Международный конкурс «Юные музыканты» — 1 премия
- 1996 — Белгород (Россия) — Всероссийский конкурс классической гитары — 1 премия
- 1996 — Воронеж (Россия) — IV Международный конкурс «Гитара в России» — 2 премия (Младшая группа)
- 1997 — Карпентра (Франция) — Международный конкурс памяти А. Сеговии — 3 премия (1ый приз не присуждался)
- 1997 — Череповец (Россия) — Международный конкурс «Кубок Севера» — 3 премия (I и II призы не присуждались)
- 1999 — Карпентра (Франция) — Международный конкурс, посвященный Лео Брауэру — 1 премия
- 2000 — Международный интернет-конкурс «Гитарист 2000» — 3 премия
- 2000 — Воронеж (Россия) — V Международный конкурс «Гитара в России» — 2 премия (Старшая группа)
- 2002 — Воронеж (Россия) — VI Международный конкурс «Гитара в России» — 2 премия (Старшая группа)
- 2003 — Иль де Ре (Франция) — Международный конкурс — 2 премия (первая не присуждалась)
- 2004 — Череповец (Россия) — V Международный музыкальный конкурс «Кубок Севера» — 1 премия
- 2004 — Иль де Ре (Франция) — Международный конкурс — 1 премия
- 2004 — Сернансельи (Португалия) — Международный конкурс — 2 премия
- 2004 — Шарлеруа (Бельгия) — Международный конкурс «Printemps de la Guitare» — 4 премия
- 2005 — Руст (Австрия) — Международный конкурс им. Джона Дюарта — 3 премия
- 2005 — Токио (Япония) — 48 международный конкурс гитаристов — 3 премия
- 2006 — Кобленц (Германия) — Международный конкурс — 2 премия (первая не была присуждена)
- 2006 — Нетания (Израиль) — Международный конкурс «Guitar Gems» — 2 премия
- 2006 — Моттола (Италия) — Международный конкурс — 2-я премия
- 2006 — Алессандрия (Италия) — 39 международный конкурс им. М. Питталуги — 1 премия
- 2006 — Камольи (Италия) — III Международный конкурс классической гитары «Ruggero Chiesa» — 2 премия (первая не была присуждена)
- 2006 — Сингапур — Международный конкурс классической гитары — 1 премия
- 2008 — Нетания (Израиль) Международный конкурс «Guitar Gems» — 2 премия (первая не была присуждена)
- 2009 — Толедо (Испания) — 18 международный конкурс «Принцесса Кристина» — 1 премия и приз публики
- 2009 — Итака (США) — Международный конкурс Гитарного Фонда Америки (GFA) — 4 премия
- 2009 — Наксос (Греция) — Международный конкурс классической гитары — 3 премия
- 2010 — Буффало (США) — Международный конкурс концертов для гитары с оркестром «JoAnn Falletta» — 1 премия и приз публики
- 2010 — Бостон (США) — Международный конкурс «Boston GuitarFest» — 1 премия
- 2010 — Остин (США) — Международный конкурс Гитарного Фонда Америки (GFA) — 2 премия
- 2010 — Изерлон (Германия) — Международный конкурс классической гитары — 1 премия
- 2010 — Камольи (Италия) — V Международный конкурс классической гитары «Ruggero Chiesa» — 2 премия
- 2010 — Валенсия (Испания) — II Международный конкурс классической гитары «Josefina Robledo» — 2 премия
- 2011 — Нетания (Израиль) — Международный конкурс «Guitar Gems» — 1 премия

## Пресса
- «Царь гитары»

// «UNIVERS GUITARE» (Франция). 2005, #1.
- «Чистейший звук, потрясающая техника, ни одного бездушного, словно в упражнении, пассажа — таким предстал Артём Дервоед. С самого начала программы в зале воцарилась полная тишина — казалось, любой шорох разобьет ту хрустальную прозрачность звука, которую создал артист»

// Тольяттинская филармония, 2010.
- «Артём Дервоед — художник высшего калибра»

// «CLASSICAL GUITAR» (Англия). 2006.
- «Музыкант с широким динамическим диапазоном, интеллектуальной и выразительной фразировкой и безграничными техническими возможностями»

// Норберт Крафт, Канада, 2007.
- «…Мне казалось, если зажечь спичку в концертном зале — произойдёт взрыв. Этот парень — настоящий динамит!»

// Боаз Элькаям (Израиль). Гитарный мастер. Октябрь 2008.
- «Безупречный звук, удивительная техника и тонкое чувствование музыки покорили буквально после первых сыгранных произведений. Что бы ни играл Артём, не покидало ощущение чуда: то казалось, звучит целый оркестр, то наступало понимание, что только один человек при помощи своей гитары творит это волшебство»

// «Время», Кишинев (Молдова). 2007.
- «Артём Дервоед — заметная фигура, находящаяся на вершине по сравнению с другими исполнителями на классической гитаре»

// «La PROVENCE — DIMANCHE» (Франция). 1999.

## Дискография
Guitar Recital: Dervoed, Artyom — BIKTASHEV / OREKHOV / RUDNEV / KOSHKIN (Russian Guitar Music)
CD cover: [i021.radikal.ru/0805/15/987cfd15b2fb.jpg  front] & [i033.radikal.ru/0805/7a/8221a0ac9552.jpg  back]
Дата официального релиза — 2 июня 2008.
Звукозапивывающая компания NAXOS
|   | Artyom DERVOED Russian guitar music                |       |
| - | -------------------------------------------------- | ----- |
| 1 | Valery Biktashev (b.1963): Orpheus — Poem          | 15:00 |
| 2 | Sergei Orekhov (1935—1998): Troika Variations      | 8:06  |
| 3 | Sergei Rudnev (b.1955): The Old Lime Tree          | 8:37  |
|   | Nikita Koshkin (b.1956): The Prince’s Toys — Suite | 27:17 |
| 4 | I. The mischievous prince                          | 2:50  |
| 5 | II. The mechanical monkey                          | 2:55  |
| 6 | III. The doll with blinking eyes                   | 5:57  |
| 7 | IV. The toy soldiers                               | 2:43  |
| 8 | V. The Prince’s coach                              | 2:19  |
| 9 | VI. The big puppet parade                          | 10:34 |

Total Playing Time — 00:59:01